# Melicope taveuniensis
Melicope taveuniensis är en vinruteväxtart som beskrevs av Albert Charles Smith. Melicope taveuniensis ingår i släktet Melicope och familjen vinruteväxter. Inga underarter finns listade i Catalogue of Life.